# 夏康农
夏康农（1903年1月—1970年11月），男，湖北鄂州人，中华人民共和国政治人物，第一届、第二届、第三届全国人大代表。
1926年獲法國里昂大學動物學碩士學位。曾担任西南行政委员会委员、民族事务委员会副主任委员。